# ティコピア島

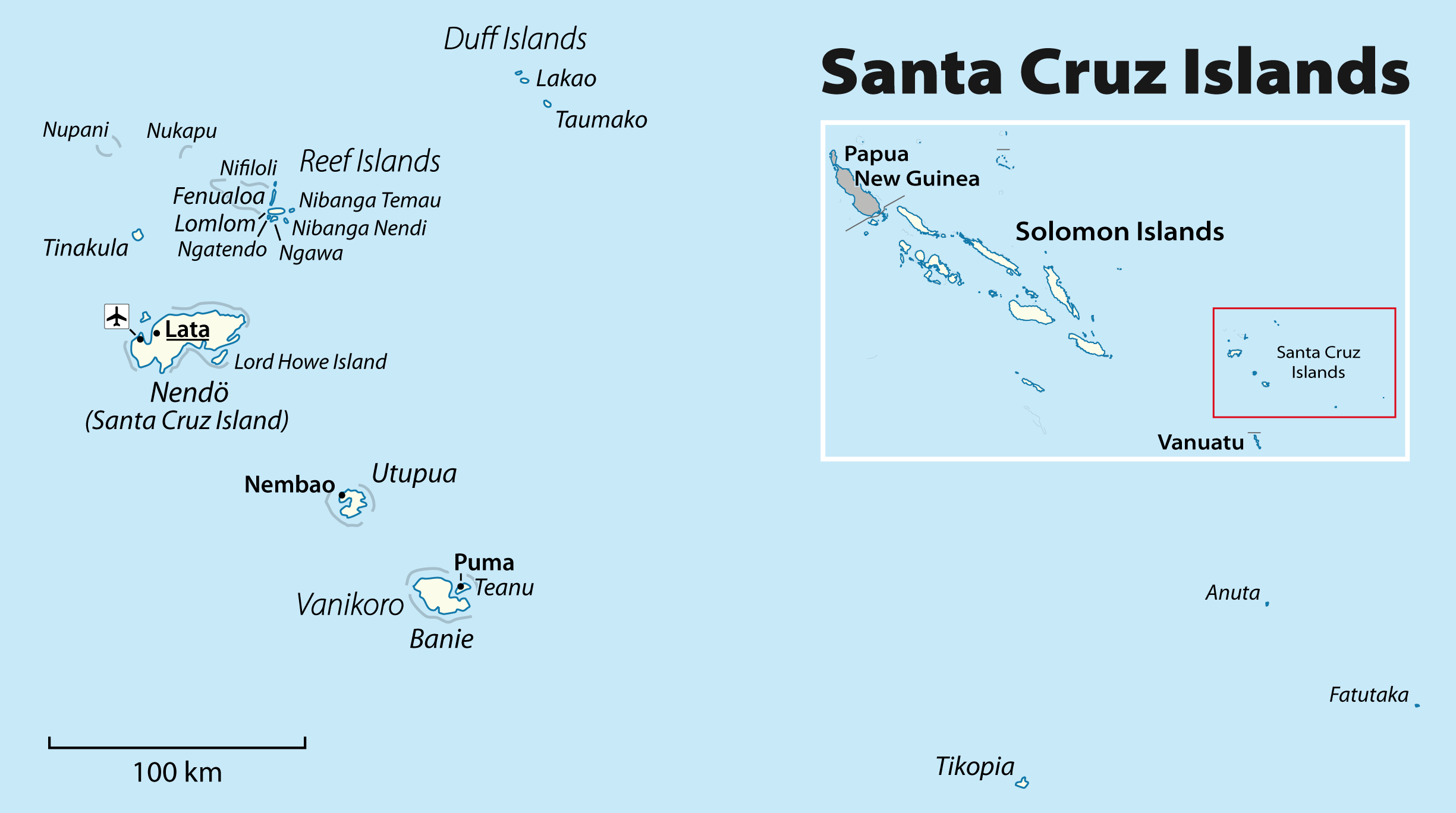
地図の南東部に位置する

ティコピア島（ティコピアとう、Tikopia）とは南太平洋はサンタクルーズ諸島に位置する火山性の島。面積は5 km2未満の小さい島である。ソロモン諸島に属す。

## 歴史
紀元前900年頃に人間が到着。定住が始まって700年後あたりに、島民は鳥類、軟体動物、魚類の減少を埋め合わせるためにブタの生産を増やした。
定住が始まって1000年から2000年の間に、ティコピア島民は独自の農法を採用し始めた。堆積層から発見された植物の残渣から、果樹栽培が導入されたことが判明し、また、木炭の微粒子の量が減っていることから焼畑農業を止めたことが推察された。16世紀の終わり頃には、大切な農園に害をなすという理由で、島の首長らは島からブタを一掃している。
現在は海沿いの20ほどの村々におよそ1200人が住む。

## 自然
火山性の土壌はリン分に富む。